# Paulina Kellogg Wright Davis

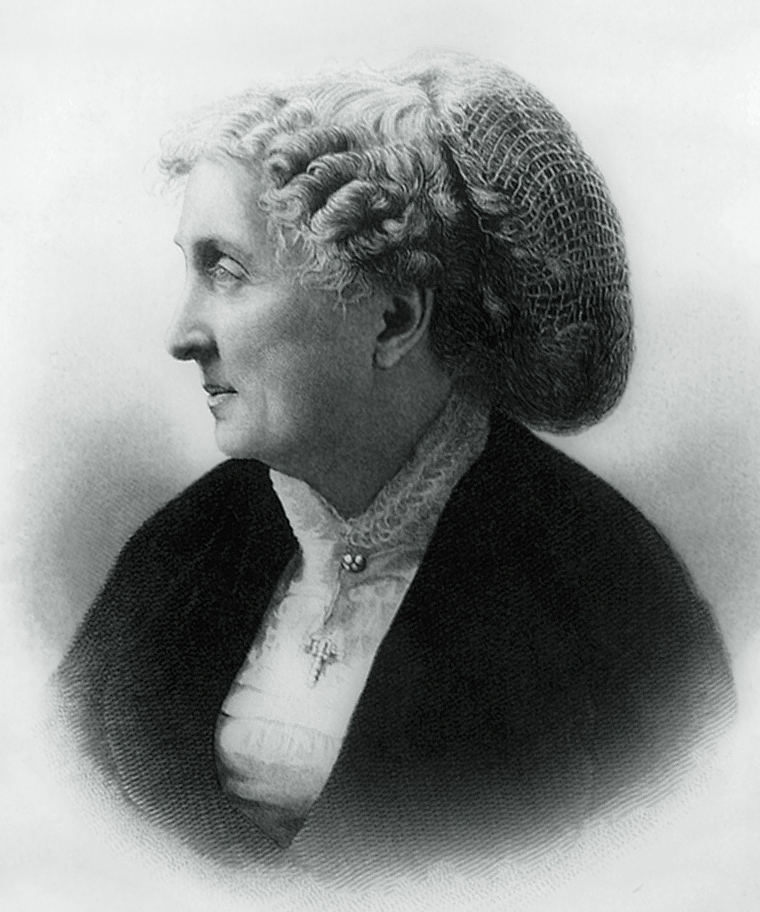
Paulina Kellogg Wright Davis

 Paulina Kellogg Wright Davis (* 7. August 1813 in Bloomfield, New York; † 24. August 1876 in Providence, Rhode Island) war eine amerikanische Abolitionistin und Sozialreformerin. Sie war eine der Gründerinnen der New England Woman Suffrage Association.

## Leben und Werk
Davis war die Tochter von Ebenezer Kellogg und Polly Saxton Kellogg und 1817 zog ihre Familie in die Nähe der Niagarafälle. Nach dem Tod ihrer Eltern 1820 wurde sie von einer streng orthodoxen presbyterianischen Tante in Le Roy, New York, aufgezogen. 1833 heiratete sie Francis Wright, der ein wohlhabender Kaufmann aus einer wohlhabenden Familie in Utica (New York) war.
Neben dem Abolitionismus unterstützten die kinderlosen Wrights die Reform der Frauenrechte. Obwohl ihr Ehemann ihr das öffentliche Sprechen untersagte, schloss sie sich den Feministinnen Elizabeth Cady Stanton und Susan B. Anthony an. Sie arbeitete mit Ernestine Rose zusammen, um Ende der 1830er Jahre beim New Yorker Gesetzgeber eine Petition für Eigentumsrechte von verheirateten Frauen einzureichen, die schließlich 1848 zur Verabschiedung des Married Women’s Property Acts führte. Als die Antisklaverei-Aktivistin Abby Kelley 1842 bei ihr zu Gast war, organisierten sie mit ihr Treffen rund um Utica und wurde Mitglied des Exekutivkomitees der Central New York Anti-Slavery Society.
Nach dem Tod ihres Mannes 1845 studierte sie in New York City Medizin und hielt 1846 ihre ersten Vorlesungen in Anatomie und Physiologie nur für Frauen. Sie bereiste den Osten der Vereinigten Staaten mit einer aus Paris importierten Schaufensterpuppe, um die weibliche Physiognomie zu demonstrieren und Frauen zu ermuntern, Ärztinnen zu werden. Das Thema Frauenkörper war so tabu, dass einige Frauen Berichten zufolge während ihrer Vorträge in Ohnmacht fielen.
1849 heiratete sie den verwitweten Juwelier Thomas Davis, der von 1845 bis 1853 im Senat von Rhode Island und von 1853 bis 1855 im US-Kongress tätig war. Er unterstützte viele von ihren Anliegen, einschließlich der Gleichstellung von Frauen in der Ehe. Sie beendete ihre Vorlesungen über Anatomie und wurde 1950 Organisatorin und Präsidentin der Ersten National Woman’s Rights Convention in Worcester (Massachusetts), an der Teilnehmerinnen aus neun Staaten teilnahmen. Bis auf ein Jahr war sie von 1850 bis 1858 Präsidentin des Nationalen Zentralkomitees für Frauenrechte (Central National of the Rights of Women).
1852 beschloss sie, das erste Frauenmagazin The Una herauszubringen, benannt nach Lady Una, einer Figur in Edmund Spensers Epos The Faerie Queene. Davis bat für die Zeitung um Artikel bei der Feministin und Sozialwissenschaftlerin Caroline Healey Dall und anderen bekannten Reformerinnen. Als Davis im Januar 1854 mit ihrem Ehemann nach Washington, D.C. zog, redigierte sie die Monatszeitung weiter. Nachdem die Zeitung an den Bostoner Verlag S.C. Hewitt übergeben worden war, wurde Dall Mitherausgeberin. Dall wollte die Zeitschrift zu einem Literaturmagazin machen, für Davis sollte es jedoch ein Reformjournal sein und innerhalb eines Jahres wurde die Zeitung eingestellt.
1855 lebte sie mit ihrem Mann nach ihrer Rückkehr aus Washington, DC, in Providence in einem geräumigen Anwesen und leitete zahlreiche Versammlungen mit prominenten Personen, die sich für Frauenfragen, Abolitionismus, Literatur und Kunst interessierten. 1868 war sie eine der Gründerinnen der New England Woman Suffrage Association und als es zu einer Spaltung der Frauenrechtsbewegung kam, unterstützte sie die National Woman Suffrage Association mit Susan B. Anthony und Elizabeth Cady Stanton. 1870 organisierte sie das 20-jährige Jubiläumstreffen der Frauenwahlrechtsbewegung, das in der Apollo Hall in New York City stattfand. 1871 veröffentlichte sie eine Geschichte der ersten 20 Jahre der Frauenwahlrechtsbewegung in A History of the National Woman’s Rights Movement.
In den 1860er und 1870er Jahren reiste Davis mit einer Adoptivtochter und einer Nichte ins Ausland, wo sie viele prominente europäische Reformer traf. Sie begann zu malen und kopierte Gemälde großer Meister, bis dies ihre Arthritis nicht mehr zuließ. Sie starb kurz nach ihrem 63. Geburtstag in ihrem Haus in Providence.

## Ehrungen
- 2002 wurde sie in die National Women’s Hall of Fame aufgenommen.[4]
- 2003 wurden sie und ihr Mann in die Rhode Island Heritage Hall of Fame aufgenommen.[5]